# Mistrovství světa ve snowboardingu 2005
Mistrovství světa ve snowboardingu 2005 bylo v pořadí šestým světovým šampionátem ve snowboardingu pořádaným pod patronací Mezinárodní lyžařské federace. Konalo se ve dnech 15. až 23. ledna 2005 v kanadském středisku Whistler. 
Výsledky

## Paralelní slalom
| Pořadí | Země      | Sportovec          |
| ------ | --------- | ------------------ |
| 1      | Kanada    | Jasey-Jay Anderson |
| 2      | Francie   | Nicolas Huet       |
| 3      | Rakousko  | Siegfried Grabner  |
| 4      | Švýcarsko | Simon Schoch       |
| 5      | Švýcarsko | Philipp Schoch     |
| 6      | Rakousko  | Harald Waldner     |
| 7      | Rakousko  | Dieter Krassnig    |
| 8      | Francie   | Charlie Cosnier    |

| Pořadí | Země      | Sportovec         |
| ------ | --------- | ----------------- |
| 1      | Švýcarsko | Daniela Meuliová  |
| 2      | Rakousko  | Heidi Neururerová |
| 3      | Rakousko  | Doresia Kringsová |
| 4      | USA       | Rosei Fletcherová |
| 5      | Francie   | Julie Pomagalski  |
| 6      | Švédsko   | Sara Fischer      |
| 7      | Japonsko  | Tomoka Tekaučiová |
| 8      | Itálie    | Marion Poschová   |

## Paralelní obří slalom
| Pořadí | Země      | Sportovec          |
| ------ | --------- | ------------------ |
| 1      | Kanada    | Jasey-Jay Anderson |
| 2      | Švýcarsko | Urs Eiselin        |
| 3      | Francie   | Nicolas Huet       |
| 4      | USA       | Adam Smith         |
| 5      | Rakousko  | Andreas Prommegger |
| 6      | Rakousko  | Siegfried Grabner  |
| 7      | Švýcarsko | Roland Haldi       |
| 8      | Itálie    | Meinhard Erlacher  |

| Pořadí | Země      | Sportovec               |
| ------ | --------- | ----------------------- |
| 1      | Rakousko  | Manuela Rieglerová      |
| 2      | Rusko     | Světlana Boldiková      |
| 3      | Rakousko  | Doresia Kringsová       |
| 4      | Rusko     | Jekatěrina Tudigeševová |
| 5      | Švýcarsko | Daniela Meuliová        |
| 6      | Švédsko   | Sara Fischerová         |
| 7      | Švýcarsko | Ursula Bruhinová        |
| 8      | Francie   | Isabelle Blancová       |

## Snowboardcross
| Pořadí | Země      | Sportovec        |
| ------ | --------- | ---------------- |
| 1      | USA       | Seth Wescott     |
| 2      | Kanada    | François Boivin  |
| 3      | USA       | Jayson Hale      |
| 4      | Německo   | Michael Layer    |
| 5      | Švýcarsko | Marco Huser      |
| 6      | Kanada    | Tom Velisek      |
| 7      | Itálie    | Alberto Schiavon |
| 8      | Itálie    | Simone Malusa    |

| Pořadí | Země      | Sportovec             |
| ------ | --------- | --------------------- |
| 1      | USA       | Lindsey Jacobellisová |
| 2      | Francie   | Karine Rubyová        |
| 3      | Kanada    | Maëlle Rickerová      |
| 4      | Kanada    | Dominique Maltaisová  |
| 5      | Itálie    | Carmen Raniglerová    |
| 6      | Francie   | Deborah Anthoniozová  |
| 7      | Švýcarsko | Yvonne Muellerová     |
| 8      | Francie   | Julie Pomagalská      |

## U rampa
| Pořadí | Země      | Sportovec          |
| ------ | --------- | ------------------ |
| 1      | Finsko    | Antti Autti        |
| 2      | Kanada    | Justin Lamoureux   |
| 3      | Norsko    | Kim Christiansen   |
| 4      | Německo   | Jan Michaelis      |
| 5      | Německo   | Christophe Schmidt |
| 6      | Švýcarsko | Markus Keller      |
| 7      | Švýcarsko | Sergio Berger      |
| 8      | Japonsko  | Takaharu Nakai     |

| Pořadí | Země      | Sportovec             |
| ------ | --------- | --------------------- |
| 1      | Francie   | Doriane Vidalová      |
| 2      | Švýcarsko | Manuela Pesková       |
| 3      | USA       | Hannah Teterová       |
| 4      | USA       | Tricia Byrnesová      |
| 5      | Švédsko   | Anna Olofssonová      |
| 6      | Švýcarsko | Andres Schülerová     |
| 7      | Japonsko  | Šiho Nakašimaová      |
| 8      | USA       | Lindsey Jacobellisová |

## Big Air
| Pořadí | Země      | Sportovec         |
| ------ | --------- | ----------------- |
| 1      | Finsko    | Antti Autti       |
| 2      | Slovinsko | Matevz Petek      |
| 3      | Švédsko   | Andreas Jakobsson |
| 4      | Finsko    | Jukka Eratuli     |
| 5      | Finsko    | Risto Mattila     |
| 6      | Kanada    | Neil Connolly     |
| 7      | Finsko    | Jaakko Ruha       |
| 8      | Kanada    | Brad Martin       |

Umístění Čechů: 12. Martin Černík 

Datum soutěže 21. ledna 2005

## Medailové pořadí
| Umístění | Země      | Zlato | Stříbro | Bronz | Celkem |
| -------- | --------- | ----- | ------- | ----- | ------ |
| 1        | Kanada    | 2     | 2       | 1     | 5      |
| 2        | USA       | 2     | 0       | 2     | 4      |
| 3        | Finsko    | 2     | 0       | 0     | 2      |
| 4        | Francie   | 1     | 2       | 1     | 4      |
| 5        | Švýcarsko | 1     | 2       | 0     | 3      |
| 6        | Rakousko  | 1     | 1       | 3     | 5      |
| 7        | Slovinsko | 0     | 1       | 0     | 1      |
|          | Rusko     | 0     | 1       | 0     | 1      |
| 9        | Norsko    | 0     | 0       | 1     | 1      |
|          | Švédsko   | 0     | 0       | 1     | 1      |